# Gullah (Sprache)
Gullah (auch guallah creole bzw. Sea Island Creole English) ist eine auf dem Englischen basierende Kreolsprache, die ähnlich dem Krio ist. Mit Stand 2015 soll es lediglich noch 390 Sprecher, bei etwa 250.000 den Gullah zugehörigen Personen gegeben haben.
Sie wird in den Vereinigten Staaten in den Küstenregionen in North Carolina, South Carolina, Georgia und Florida von den Gullah gesprochen. Kleinere Sprechergruppen gibt es in Detroit und New York. Insgesamt gab es 1977 etwa 125.000 Sprecher, wovon die wenigsten einsprachig waren.
Enge Verwandtschaft besteht zum Afro-Seminolischen der Schwarzen Seminolen. Linguistische Einflüsse bestehen aus west-afrikanischen Sprachen. Als Schriftsprache dient meist das Englische, obwohl ein Wörterbuch und eine eigene Orthographie und Grammatik existieren.
Gullah entwickelte sich auf den frühen Reisplantagen in South Carolina, wahrscheinlich zu Beginn des 18. Jahrhunderts, als es dort eine große Anzahl von Sklaven gab, die aus verschiedenen westafrikanischen Ländern nach Amerika gebracht wurden. Um miteinander und mit ihren englischsprachigen Herren zu kommunizieren, entwickelten die Sklaven Gullah aus einer Mischung von Englisch und verschiedenen afrikanischen Sprachen.
Sprachbeispiele:

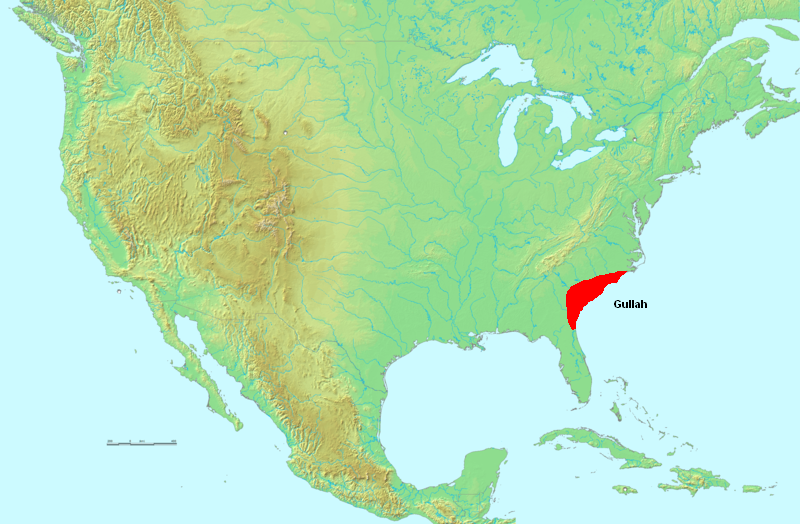
Verbreitungsgebiet des Gullah

Tek'e foot een 'e han = rennen, schnell verlassen
Dry 'long so = ohne Grund oder Begründung
Two -time-one-gun = doppelläufiges Gewehr
Lawfully lady = nach dem Gesetz getraute Ehefrau